# Murchison (Texas)
Murchison es una ciudad ubicada en el condado de Henderson en el estado estadounidense de Texas. En el Censo de 2010 tenía una población de 594 habitantes y una densidad poblacional de 145,34 personas por km².

## Geografía
Murchison se encuentra ubicada en las coordenadas 32°16′31″N 95°45′22″O / 32.27528, -95.75611. Según la Oficina del Censo de los Estados Unidos, Murchison tiene una superficie total de 4.09 km², de la cual 4.09 km² corresponden a tierra firme y (0%) 0 km² es agua.

## Demografía
Según el censo de 2010, había 594 personas residiendo en Murchison. La densidad de población era de 145,34 hab./km². De los 594 habitantes, Murchison estaba compuesto por el 91.58% blancos, el 1.85% eran afroamericanos, el 0% eran amerindios, el 0% eran asiáticos, el 0% eran isleños del Pacífico, el 6.23% eran de otras razas y el 0.34% pertenecían a dos o más razas. Del total de la población el 10.61% eran hispanos o latinos de cualquier raza.